# Fernando San Pedro Salem
Fernando Valentín San Pedro Salem (Tampico, 14 de febrero de 1902 - Ibidem, 14 de febrero de 1998) fue un político mexicano que ejerció el cargo de Presidente Municipal del municipio de Tampico en dos ocasiones.

## Trayectoria
A lo largo de su vida se desempeñó como regidor y diputado local en el Congreso del Estado de Tamaulipas, fue en dos ocasiones Presidente municipal de Tampico, de 1946 a 1948, por el Partido Revolucionario Institucional y posteriormente de 1972 a 1974, por el Partido Popular Socialista, siendo el primer alcalde en ser electo por un segundo periodo en su localidad y el primero a nivel nacional en no ser militante del  Partido Revolucionario Institucional.

## Fallecimiento
Falleció en Tampico, Tamaulipas en 1998, un 14 de febrero, mismo día que se celebraría su cumpleaños 96.

## Homenajes
- En Tampico, en su honor, existe una calle que lleva su nombre. 22°17′36″N 97°51′04″O / 22.2934318, -97.8510043